# Rachael Handy
Rachael Handy (...) è un'attrice statunitense.

## Filmografia

### Attrice
- George Washington (2000)
- Driftwood (film 2003) (2003)
- Lost Stallions: The Journey Home (2008)